# Воскресенская церковь (Винница)
Свято-Воскресенская церковь (Храм Воскресения Христова) — храм Винницкой епархии Украинской православной церкви в городе Виннице. Расположен по адресу ул. Хмельницкое шоссе, 5, на территории снесённого в советское время православного кладбища.

## История
Церковь Воскресения Христова была построена в 1910 году по проекту винницкого городского архитектора Григория Артынова на православном кладбище. В советское время церковь не закрывалась и была одним из трёх действующих в Виннице православных храмов. В 1970-х годах кладбище было снесено. В 1980-х и 1990-х годах проводилась реставрация храма. 26 сентября 1996 года на кануне праздника Воздвижения Креста Господня на срезе двух клёнов, росших возле храма, был обнаружен православный крест. Церковь стала местом православного паломничества. Над крестами впоследствии была возведена часовня.
9 сентября 2016 года армянская диаспора установила возле церкви хачкар, посвящённый памяти жертв геноцида армян. Освящение хачкара совершил епископ Украинский Армянской апостольской церкви Маркос (Ованнисян).

## Архитектура
Здание церкви состоит из притвора, центральной части и алтаря. Стены и фундамент сделаны с гранита. Над притвором построена колокольня из кирпича. Возле храма располагается часовня, баптистерий, колодец, крест, установленный в честь 2000-летия Рождества Христова.

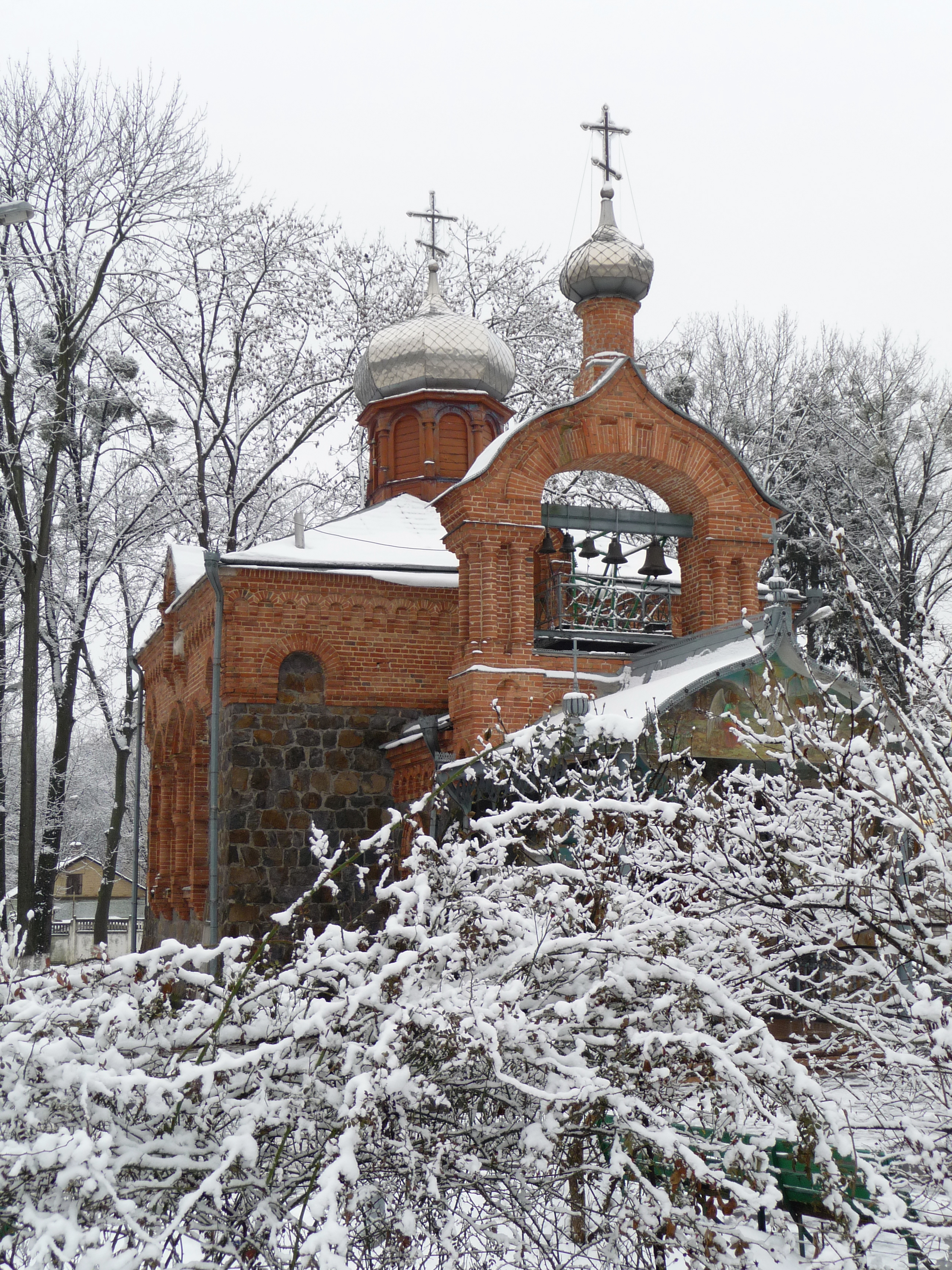
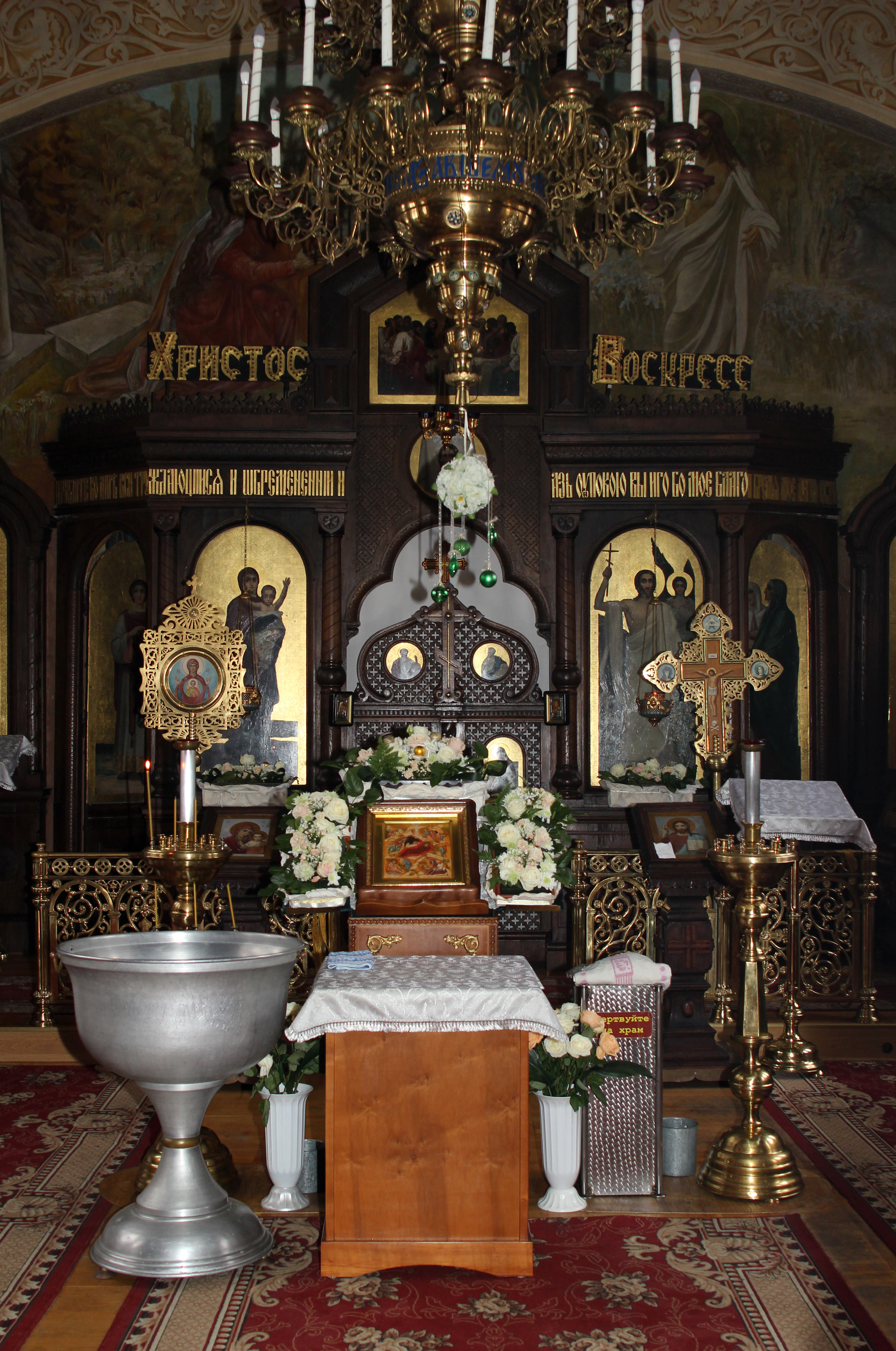
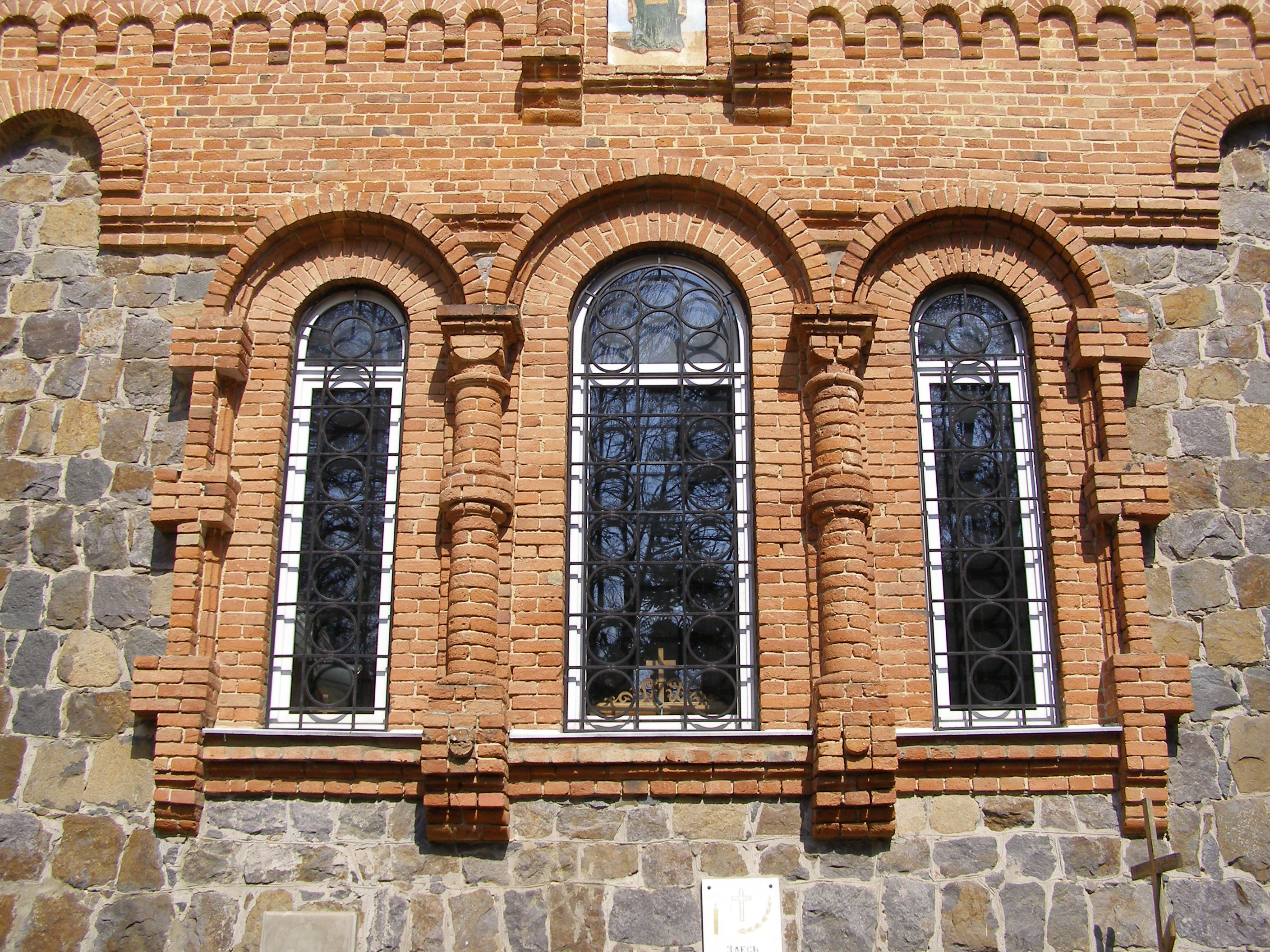
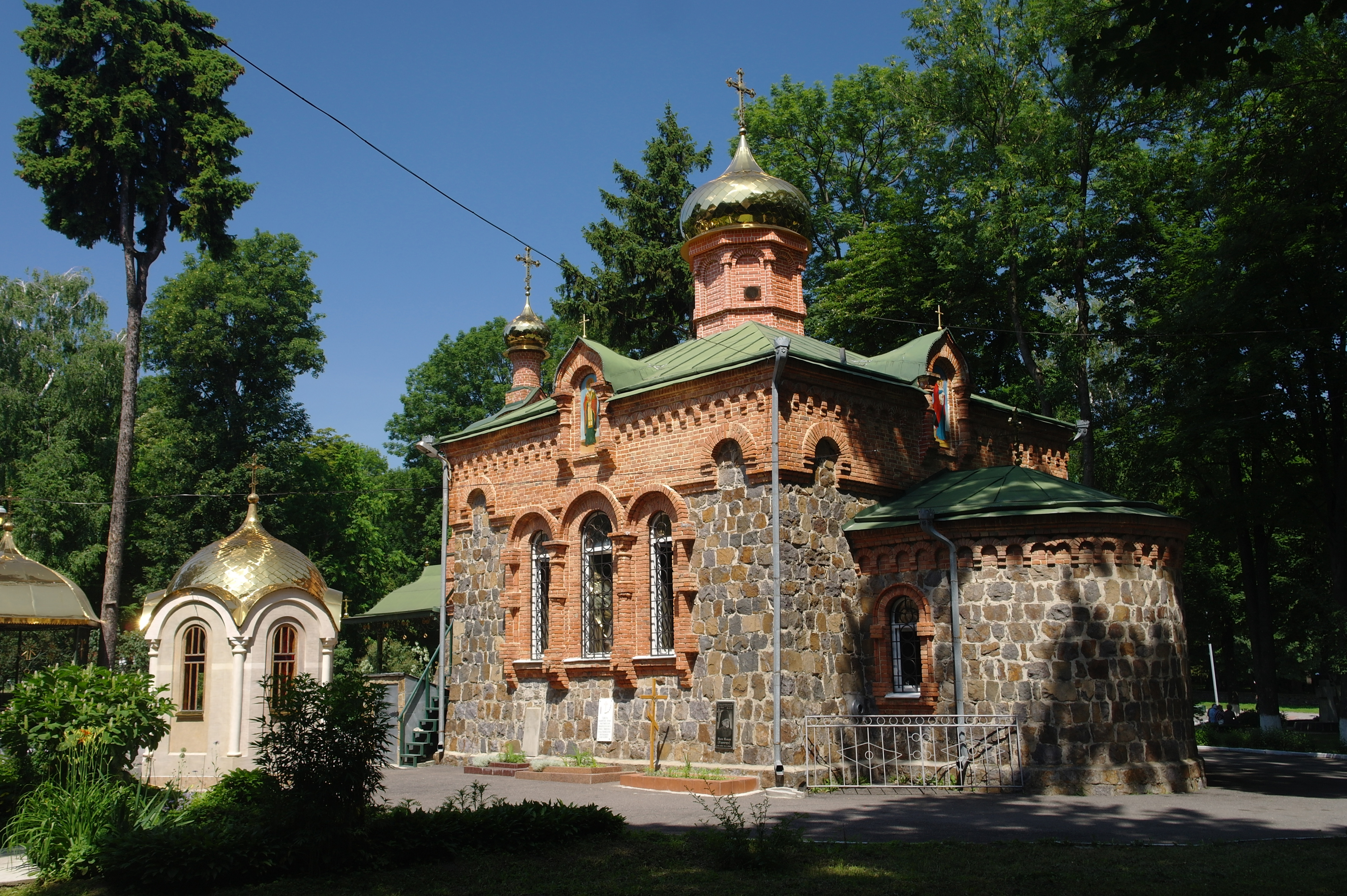